# Олимпийский комитет Австралии
Олимпийский комитет Австралии (англ. Australian Olympic Committee; уникальный код МОК — AUS) — организация, представляющая Австралию в международном олимпийском движении. Штаб-квартира расположена в Сиднее. Комитет основан в 1895 году, в том же году был принят в МОК (один из немногих членов МОК, принятых в организацию до I Летних Олимпийских игр), является членом ОНОК, организует участие спортсменов из Австралии в Олимпийских и других международных соревнованиях.
При непосредственном содействии НОК Австралии в 1956 году были проведены XVI Летние Олимпийские игры в Мельбурне, а в 2000 году — XXVII Летние Олимпийские игры в Сиднее.
Президентом Олимпийского комитета Австралии является Джон Коатс, также член и вице-президент МОК (с 2001 года). Кроме него, членом МОК от Австралии является также Джеймс Томкинс (с 2013 года). Легкоатлет, серебряный призёр Олимпиады в Мельбурне 1956 года Кеван Госпер входил в МОК с 1977 по 2014 год, после чего стал почётным членом этой организации. Другой австралийский спортсмен, гребец Фил Коулз являлся членом МОК с 1982 по 2011 года и был избран почётным членом этой организации в 2012 году.